# 羅伯·梅耶斯
羅伯·梅耶斯（Rob Mayes，1985年1月1日—）是美國的一位演員、音樂人、模特。他最著名的作品有2012年恐怖喜劇電影最後約翰死了。他成長在俄亥俄州佩珀派克。他從5歲開始就做模特工作。